# Grauwe schildwants
De grauwe schildwants (Rhaphigaster nebulosa), ook wel grauwe veldwants genoemd, is een wants uit de familie van de schildwantsen (Pentatomidae).

## Beschrijving
De grauwe schildwants is lichtbeige, fors gebouwde wants met een grootte van 13,5 tot 16 millimeter. Hij is onbehaard en bedekt met zwarte putjes. Deze staan in een onregelmatig patroon op de huid en vervloeien op veel plekken samen. Het connexivum (laterale rand) is geel-zwart geblokt en de onderzijde is lichtgekleurd met zwarte vlekjes. Het membraan van de voorvleugels is meestal donkerbruin gespikkeld. De grauwe schildwants heeft zwarte antennes. De basis van segment drie, vier en vijf is lichtgeel. Het vrouwtje heeft aan de onderzijde in het midden een opvallend grote legboor.

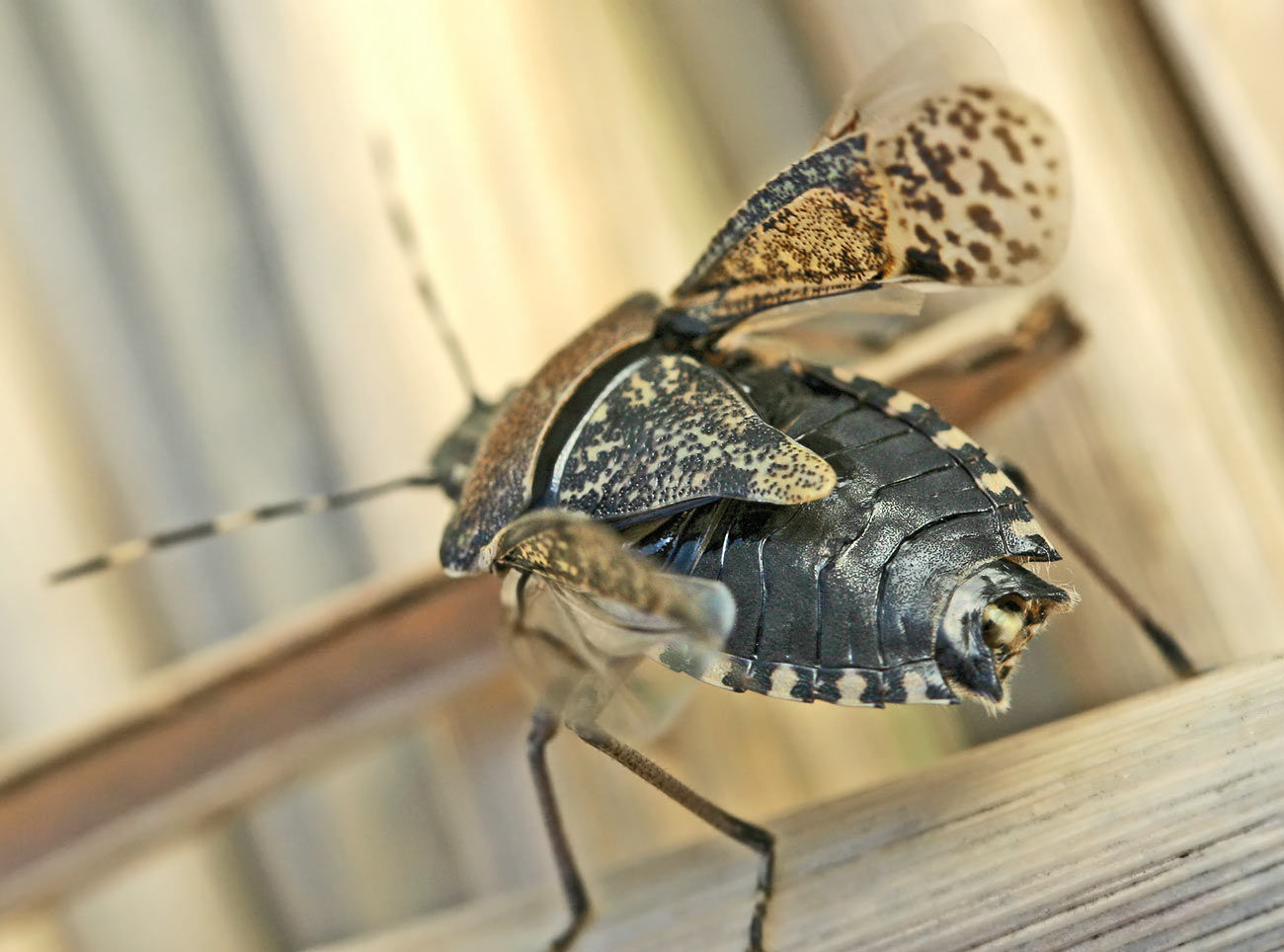
Grauwe veldwants met uitgeslagen vleugels
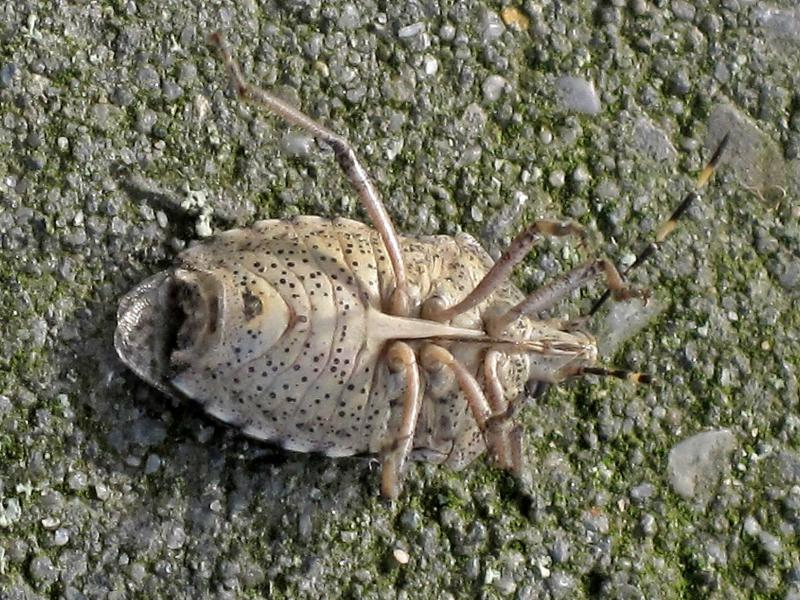
Onderzijde vrouwtje met legboor

### Gelijkende soorten
De grauwe schildwants lijkt sterk op de bruingemarmerde schildwants (Halyomorpha halys), die sinds 2018 in Zuid-Limburg is aangetroffen. Bij deze soort zijn de segmenten drie en vier van de antennes voor de helft licht gekleurd. Ook kan de grauwe schildwants worden verward met de bessenwants (Dolycoris baccarum). Deze wants onderscheidt zich door zijn beharing.

## Leefwijze
De grauwe schildwants is een dagactief insect. Hij voedt zich met name met plantensappen van houtachtige planten, zoals Prunus-soorten, meidoorn, lijsterbes, hazelaars en iepen. Ook voedt hij zich op braam en klimop. De wants zuigt ook uit dode insecten.
De grauwe schildwants is een slechte vlieger. Hij vliegt traag en luid zoemend en bij de landing komt hij vaak op de rug terecht. Bij verstoring scheidt de wants een zoetig ruikend vocht af. Dat is gebroken wit van kleur en is bij consumptie licht giftig voor de mens. Bij nimfen bevinden de geurklieren zich op de rug, bij adulten aan de onderzijde van het borststuk.

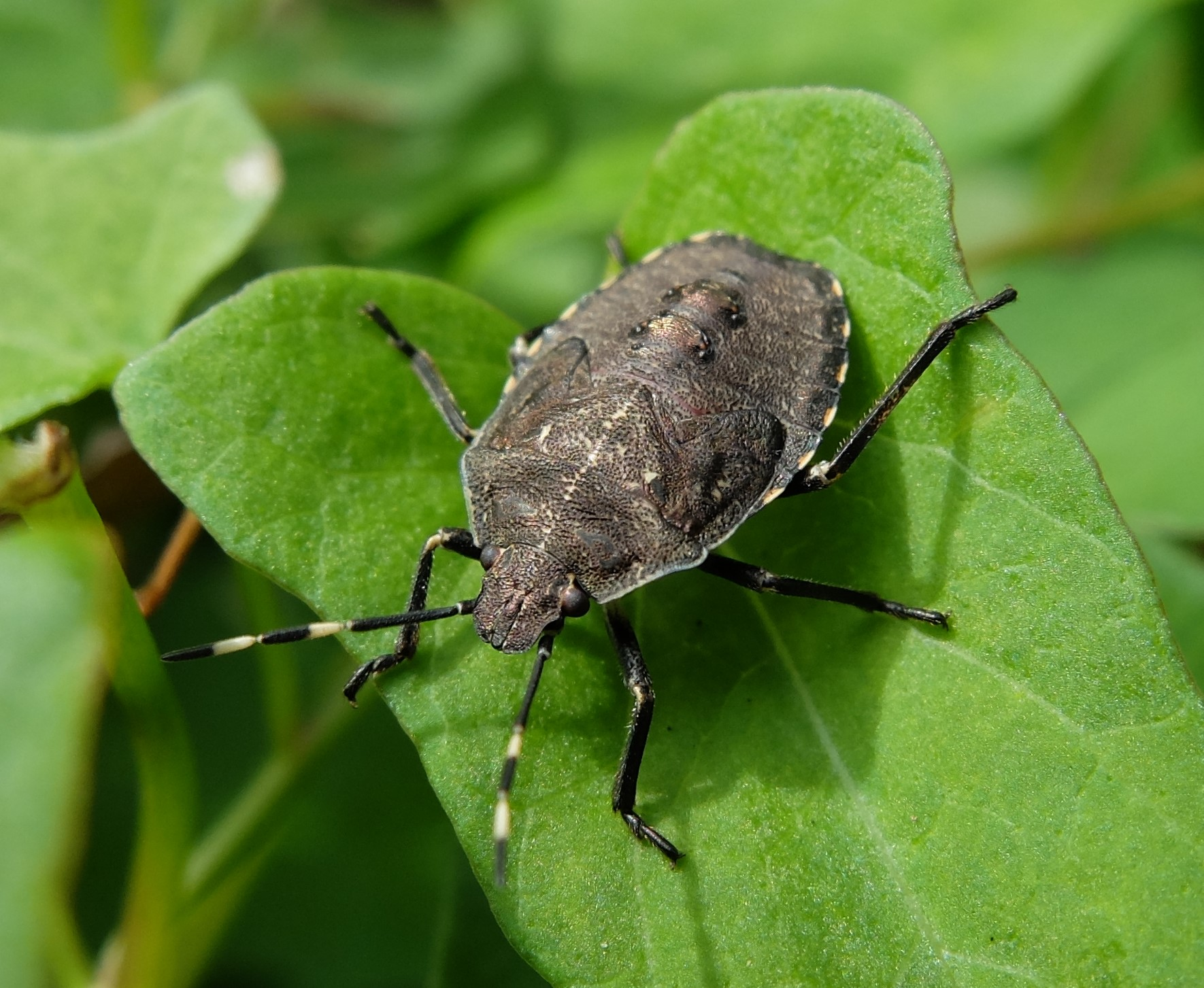
Nimf van de grauwe schildwants

De wants overwintert als adult op beschutte plaatsen, zoals in klimop en scheuren in de muur. Tijdens hun zoektocht komt hij regelmatig in grote aantallen in gebouwen. De volwassen wants wordt vroeg in het jaar actief, met een grote piek in maart en april. In het late voorjaar legt het vrouwtje ongeveer 40 eitjes op plantendelen. Ze lijkt een voorkeur te hebben voor venkel en elzen. In habitats met veel verstoring worden de eieren in de secretie uit de geurklier gelegd. Chemicaliën in deze vloeistof zorgen ervoor dat de eieren zich zowel in zure als basische omgevingen kunnen ontwikkelen. Jonge wantsen variëren sterk in kleur. Ze worden vooral van augustus tot oktober waargenomen. Na het derde nimfenstadium is de aanzet van de vleugels te zien. De grauwe schildwants produceert slechts één generatie per jaar.

## Verspreiding
De grauwe schildwants komt voor in het Palearctisch gebied. In Europa komt hij vooral in de zuidelijke delen voor. Mogelijk is hij in Nederland geïntroduceerd. Sinds het begin van de 21e eeuw zijn de aantallen aanzienlijk toegenomen. De soort is nu algemeen in Limburg, Noord-Brabant, oostelijk Gelderland, noordoostelijk Drenthe, zuidoostelijk Groningen en Overijssel. Ook daarbuiten zijn in Nederland diverse waarnemingen bekend. In België is de soort vrij algemeen.
De grauwe schildwants komt voor langs bosranden, in tuinen en op ruderaal terrein. Hij leeft met name op loofbomen en kruidachtige planten. Op naaldbomen wordt hij minder vaak aangetroffen.